# Lom-et-Djerem

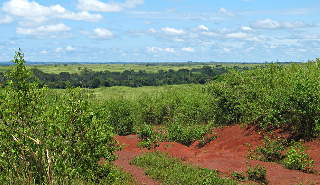
De savanne in de buurt van Bertoua

Lom-et-Djerem is een departement in Kameroen, gelegen in de regio Est. De hoofdstad van het departement heet Bertoua. De totale oppervlakte bedraagt 26 345 km². Er wonen 228 691 mensen in Lom-et-Djerem.

## Districten
Lom-et-Djerem is onderverdeeld in zeven districten:
- Bélabo
- Bertoua
- Bétaré-Oya
- Diang
- Garoua-Boulaï
- Mandjou
- Ngoura